# Ernst Sulzbach
Ernst Rudolf Sulzbach (geboren 16. April 1887 in Frankfurt am Main; gestorben 21. Januar 1954 in Stockholm) war ein deutscher Verlagslektor.

## Leben
Ernst Sulzbach war ein Sohn des jüdischen Frankfurter Bankiers und Kunstförderers Emil Sulzbach und der Julie Marckwald, die ebenfalls der jüdischen Religionsgemeinschaft angehörte. Sein Bruder Herbert Sulzbach war ein deutscher Industrieller und Diplomat.
Sulzbach heiratete 1917 Kerstin Strindberg, Tochter von August Strindberg, die Ehe wurde 1924 geschieden, in zweiter Ehe war er seit 1930 mit Renée Goldberger (1892–1978) verheiratet.
Sulzbach studierte Rechtswissenschaften und wurde an der Universität Erlangen mit einer Dissertation über den Blankowechsel promoviert. Er wurde 1914 als Soldat im Ersten Weltkrieg eingezogen und wurde 1917 an die Gesandtschaft im neutralen Schweden abgeordnet. Nach Kriegsende arbeitete er beim Theaterverlag Oesterheld in Berlin. Ab 1924 leitete er den Arkadia-Theaterverlag, der zum Ullstein-Verlag gehörte. Nach der Machtübergabe an die Nationalsozialisten 1933 wurde er als Jude entlassen.
Sulzbach ging 1936 nach Mexiko, um dort eine Beschäftigung zu finden, und emigrierte 1938 nach Schweden. Dort schlug er sich als Deutschlehrer durch und als Radiosprecher für das deutschsprachige Programm des schwedischen Rundfunks. Er wirkte beim  Aufbau der filmhistorischen Sammlung in Stockholm mit. Ab 1941 arbeitete er als Literaturkritiker für deutsche Literatur bei Bonniers litterära magasin und als Verlagslektor beim Bonnier-Verlag. Er erhielt die schwedische Staatsbürgerschaft. Nach seinem Tod übernahm Renée Sulzbach das deutsche Lektorat bei Bonnier.

## Schriften (Auswahl)
- Zur Lehre vom Blanko-Akzept. Frankfurt a. M : Wahl, 1911. Hochschulschrift Universität Erlangen, 1911
- Renée Sulzbach, Ernst Sulzbach: Vom täglichen Leben : 24 Dialoge. Stockholm, 1946
- Erik N:son Liljebäck, Ernst Sulzbach (Hrsg.): Auslese : Eine Sammlung zeitgenössischer Erzähler. Stockholm, 1948 (Textbuch für den fortgeschrittenen Deutschunterricht)
- Erik N:son Liljebäck, Ernst Sulzbach (Hrsg.): Vielerlei von Menschen, Tieren, Sport und Spiel : Ein deutsches Lesebuch. Illustrationen Mark Sylwan. Stockholm, 1951